# Stactobia beor
Stactobia beor is een schietmot uit de familie Hydroptilidae. De soort komt voor in het Oriëntaals gebied.